# Moinho de Vento de Odemira
O Moinho de Vento de Odemira é um edifício histórico na vila de Odemira, na região do Alentejo, em Portugal. É parte do conjunto dos Moinhos Juntos, que inclui um outro moinho de vento situado nas proximidades, em ruínas.

## Descrição
O imóvel situa-se no Cerro dos Moinhos Juntos, junto à vila de Odemira, estando integrado na freguesia de São Salvador e Santa Maria. Devido ao seu elevado valor paisagístico, é considerado pela autarquia como um ex-Libris da vila. A estrutura é utilizada pela população local, que ali pode moer o grão ou comprar farinha, e também tem funções turísticas e pedagógicas, sendo frequentemente alvo de visitas de estudo por parte de estudantes.
O moinho insere-se na tipologia de torre fixa com rotação do tejadilho, que é comum na região, embora existam apenas alguns exemplares restaurados e em fncionamento. Consiste num edifício de planta circular simples, construído em pedra aparelhada e rebocada, com as paredes exteriores caiadas de branco e decoradas com faixas azuis no soco e nas molduras da porta e janela. A cobertura  é formada placas zincadas, com um tejadilho para o mastro, sendo suportada por uma estrutura em madeira no interior, de forma a permitir a sua rotação. No topo situa-se um cata-vento. O interior do edifício está dividido em três pisos, estando o urreiro situado no segundo, enquanto que no terceiro encontra-se a sala de moagem, com um casal de mós no centro.
O moinho tem quatro velas triangulares, unidas por travadoiras e montadas em oito varas, que através do mastro transmitem o movimento à roda de entrosga, que por sua vez move o carreto, ligado às mós. O cereal é vertido através do tegão, uma caixa de madeira de forma sensivelmente tronco-piramidal, escorrendo depois pela quelha para o orifício da mó superior, sendo movimentado pela trepidação causada pelo embate do cadêlo contra orifícios na face da mó. A cobertura e o tejadilho giram de forma a aproveitar o lado pelo qual sopra o vento, sendo o sistema de rotação manipulado através de vários cabos e roldadas, e depois o mecanismo é fixo no local desejado através de andorinhos, argolas metálicas fixas à parede no frechal.
No lado Sul situa-se um outro moinho, que apesar de estar em ruínas permite visualizar a alvenaria e os detalhes construtivos.

## História
As referências mais antigas à existência de moinhos de vento em Odemira datam do século XVIII, mas foi só a partir do século XIX que se vulgarizou a sua construção, tendo chegado a existir quatro edifícios deste género nas colinas em redor da vila. O Moinho de Vento de Odemira foi provavelmente construído em 1874, como indicado por uma inscrição sobre a porta. Os primeiros moinhos da sua tipologia, com capelo e mastro móvel sobre uma torre estática, foram introduzidos no Alentejo durante o século XVIII, embora só se tenham vulgarizado na região na centúria seguinte, substituindo de forma progressiva os antigos moinhos de água, que eram utilizados desde o período romano. A estrutura tinha originalmente um telhado em colmo, como retratado por uma gravura britânica no século XIX, que mostra um moinho no concelho de Odemira. A partir de 1834, surge uma referência a um «moinho caiado» nos bens da barca que atravessava o rio em Odemira, que segundo o investigador António Martins Quaresma poderia ser uma das duas estruturas no cerro dos Moinhos Juntos. Em 1839 a Câmara Municipal de Odemira estabeleceu uma «sentinela avançada no moinho», provavelmente neste cerro, como medida de prevenção contra ataques de surpresa por parte das tropas do comandante miguelista Remexido, sendo um exemplo da importância que os moinhos tiveram do ponto de vista militar, como locais de vigilância.
Em 1989 foi comprado pela Câmara Municipal de Odemira, tendo as obras de reconstrução começado ainda nesse ano. Esta intervenção permitiu que a estrutura voltasse a funcionar de forma tradicional, tendo sido igualmente contratado um moleiro, para operar e fazer a manutenção do moinho. Foi alvo de trabalhos de restauro em 1997. O novo moleiro, que entrou ao serviço em 1990, foi Lionel Guilherme, enquanto que o último moleiro antes do moinho ter sido adquirido pela autarquia foi Alexandre Candeias Rosa, que posteriormente passou para o Moinho de Vento de Odeceixe, no concelho de Aljezur. O imóvel foi alvo de um processo de classificação, mas este acabou por ser arquivado, tendo o despacho de encerramento sido emitido em 30 de Março de 2006. Está integrado zona protegida do Parque Natural do Sudoeste Alentejano e Costa Vicentina.
O monumento é normalmente aberto ao público durante as comemorações do Dia Nacional dos Moinhos, em Abril. Também é regularmente alvo de visitas guiadas durante eventos de temática cultural, tendo por exemplo sido integrado no roteiro Visitar Odemira, organizado pelo município em 26 de Março de 2014, no festival Terras sem Sombra, em Março de 2018, e no programa Alentejo, Patrimónios, em Outubro de 2020.

## Leitura recomendada
- QUARESMA, António Martins (2000). Rio Mira, Moinhos de Maré. Aljezur: Suledita. 89 páginas. Consultado em 20 de Maio de 2022 – via Biblioteca Digital do Alentejo